# In the Best of Families: Marriage, Pride & Madness
In the Best of Families: Marriage, Pride & Madness (ou Bitter Blood) est un téléfilm américain de Jeff Bleckner tiré d'un roman de Jerry Bledsoe (en) diffusé les 16 et 18 janvier 1994 sur le réseau CBS.

## Synopsis
un homme divorcé soupçonne que son ex compagne commet des crimes avec un autre homme.

## Fiche technique
genre : drame , thriller

## Distribution
- Kelly McGillis : Susie Lynch
- Harry Hamlin : Fritz Klenner
- Keith Carradine : Tom Lynch
- Holland Taylor : Florence Newsom
- Jayne Brook : Kathy